# 卡拉河 (芬蘭)

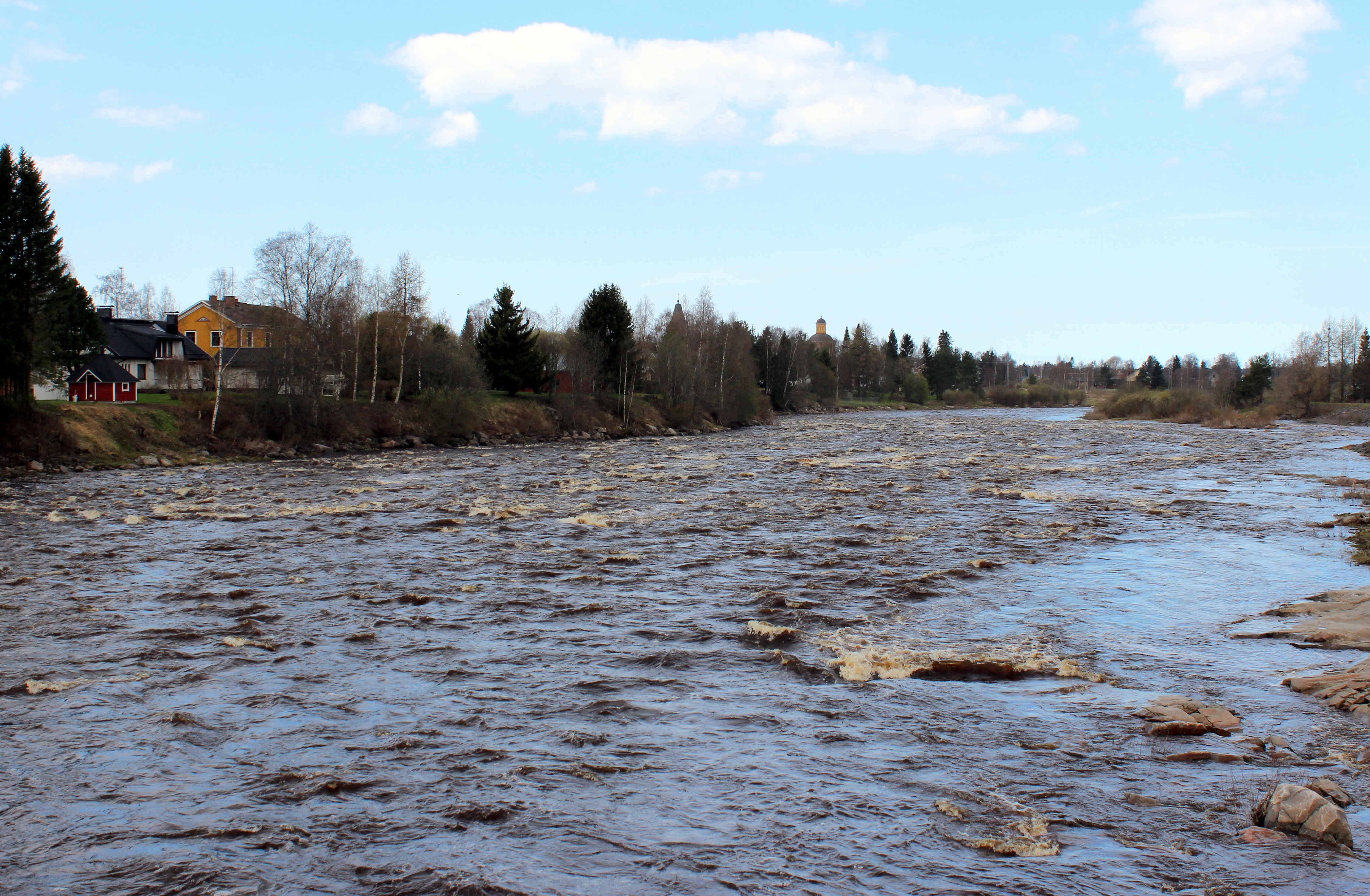
流经同名市镇卡拉约基城区里的河段

卡拉河（芬蘭語：Kalajoki）是芬蘭北波赫扬马区的河流，發源自哈帕耶爾維附近，最終在卡拉約基注入波羅的海，河道全長130公里，流域面積4,247平方公里。